# Augustyn Locci
Augustyn Locci (auch Agostino Locci oder Augustyn Locci Starszy genannt, * um 1601 in Narni; † 1660) war ein aus Italien stammender Ingenieur, Baumeister und Innenarchitekt, der in Polen am Hofe der Wasa-Könige wirkte. Er gilt als Vertreter des „polnischen Barocks“. Sein Sohn war der ebenfalls als Architekt in Warschau tätige Augustyn Wincenty Locci.

## Leben
Locci war der Sohn von Erasmus und Victoria (geb. Raymundi oder Raimondi). Vermutlich um 1630 kam er nach Polen und diente drei Königen der Wasa-Dynastie – Sigismund III., Władysław IV. und Johann II. Kasimir. 
Er leitete die Sanierung und Einrichtung des Ujazdowski-Schlosses und gestaltete den umliegenden Park der Anlage. Nach seinen Vorschlägen wurde die Umgebung der Sigismundssäule gestaltet. Von ihm stammen die Entwürfe zum Umbau des Kazimierz-Palastes im Jahr 1650. Ab 1651 trug Locci den Titel eines königlichen Architekten. Eine weitere Tätigkeit Loccis lag in der Konstruktion von Theatermaschinen und ausgefallenen Bühnendekorationen.
Locci lebte mit seiner Familie im Warschauer Königsschloss; ein Zeichen der Wertschätzung, die ihm am Hofe entgegengebracht wurde. Er war mit Urszula Dorota Giza verheiratet und hatte fünf Kinder – die Söhne Augustyn Wincenty, Franciszek, Kazimierz und Jan sowie die Tochter Cecylia, die später Nonne wurde. Seine Witwe heiratete in zweiter Ehe den königlichen Sekretär Jerzy Pipan.

## Bauten (Auswahl)
- Umgebung der Sigismundssäule
- Theatersaal im Königsschloss